# Veninul păianjenilor

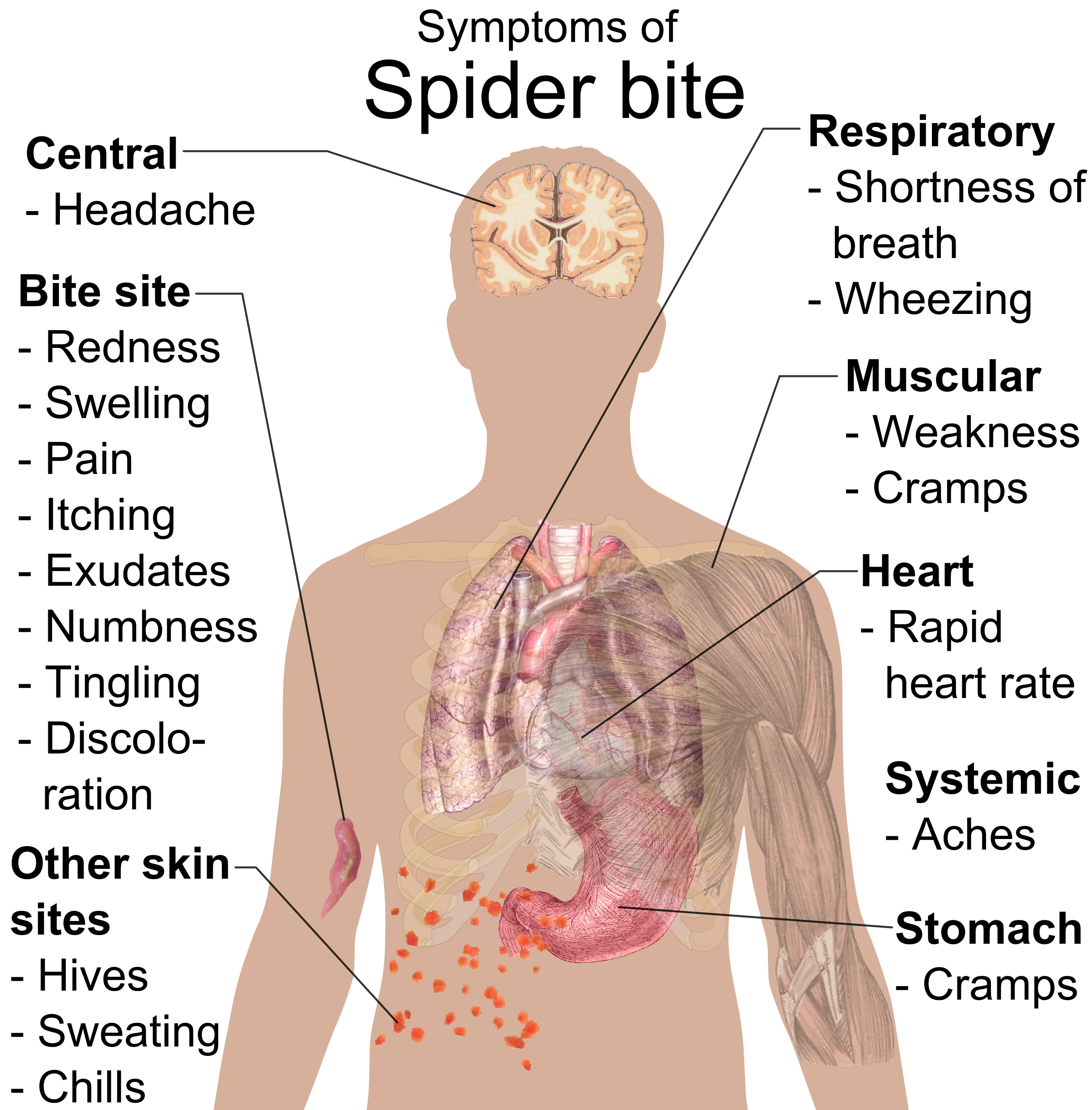
Organele afectate de veninul păianjenilor

Jumătate din păianjenii întâlniți în fiecare zi posedă chelicere suficient de puternice pentru a străpunge pielea umană. Aproximativ 98-99% din mușcăturile înregistrate pot fi considerate inofensive sau puțin periculoase. Însă majoritatea păianjenilor au glande veninose, conținutul cărora sunt eliminate în timpul mușcăturii. În unele cazuri mușcăturile sunt urmate de intoxicarea organismului și chiar moarte. Au fost semnalate și cazuri când prin mușcături au fost transmise și unele bacterii infecțioase sau virusuri (cum ar fi virusul Nilului de Vest). Numai trei genuri de păianjeni sunt cunoscute ca neveninoase, complet lipsit de glande de venin: Philoponella, Uloborus (fam. Uloboridae), Holarchaea (fam.  Holarchaeidae) și un gen din fam. Liphistiidae. Totuși, ei prezintă chelicere capabile să penetreze pielea, provocând dureri. Nu toate mușcăturile sunt însoțite de injectarea veninului și nu fiecarei specie are venin ce poate duce la deces. Cosecințele mușcăturii depind de specie, cantitatea de venin injectată, vârsta persoanei, starea sănătății ei etc. Se consideră periculos acel păianjen, care injectează cantitaea letală de venin la o singură înțepare. În funcție de țesutul și organul afectat, veninul se clasifică în două categorii: neurotoxic - atacă sistemul nervos, și necrotic - afectează țesuturile ce înconjoară locul mușcat.

## Venin neurotoxic
Majoritatea păianjenilor veninoși posedă venin neurotoxic, felul în care veninul afectează sistemul nervos diferă de la o specie la alta.
- Veninul păianjenilor din genul Latrodectus (Văduva neagră) conține component cunoscut sub numele de latrotoxină, care provoacă dereglări ale sistemului nervos, contracții musculare, creșterea tensiunii arteriale, salivția excesivă etc[5].
- Reprezentanții fam. Hexathelidae și Păianjenul-șoarece conțin venin care accelerează activitatea neurală, ceea ce împiedică activitatea normală a organismului.

## Venin necrotic

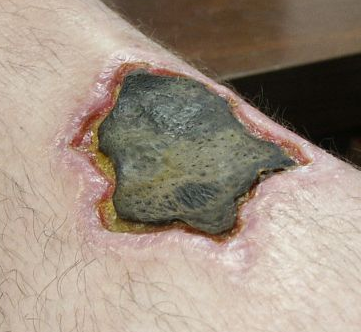
Necroza pielei provocată de muşcătura unui păianjen

Păianjenii care posedă venin necrotic se găsesc în familie Sicariidae, o familie care include păianjeni din gen. Loxosceles și Sicarius. Păianjeni din această familie conțin sphingomyelinaza D, ce căuzează necroza pielei. Dintre aceștia Loxosceles reclusa este unul din cei mai veninoși. Mușcăturile ale acestor  păianjeni provoacă necroză locală sau insuficiență renală, iar în unele cazuri, și moartea.

Consecințe foarte severe apar și atunci când veninul se răspândește în organism. Simptome relativ "ușoare" ale intoxicării cu venin necrotic include greață, vărsături, febră, erupții cutanate, dureri musculare și în articulații, uneori, apare hemoliza, coagularea intravasculară a sângelui.

## Tratament
Tratamentul se administrează în depedență de specia păianjenului. Aceasta cere determinarea exactă a speciei, pentru un tratament cât mai eficient. Din acest motiv, este preferabil să capturăm păianjenul viu. Păianjenul mort este greu de-l indentificat. Însă, instituțiile medicale nu despun de specialiști din domeniu și aplicarea acestor recomandări este imposobilă. Și-n plus, rareori păianjenul poate fi prins. Totuși, în regiunele unde mușcăturile de păianjeni sunt dese și situația economică este favorabilă, spitalele dispun de specialiști.

Tratamente pentru înțepături minore, este ca pentru orice rană. Rana ar trebui lăsată să sângereze pentru a evita pătrunderea unor substanțe nocive (majoritatea rănilor nu vor sângera, deoarece acestea sunt foarte de mici în diametru) și tratată cu diferite antiseptice. În caz că apar semne de infecție se recomanda consultarea medicului. 

În caz mușcăturilor de păianjeni otrăvitori este necesar de a solicita cât mai urgent medicul. Tratamentul poate să includă administrarea de dapsonă, antihistamine, antibiotice, dextran, glucocorticoizi, heparină, nitroglicerină, interveție chirurgicală, cel mai des se folosește antidotul. Aceste preparate sunt prescrise în funcție de experiența mediclului dat. 
- Dapsona este frecvent utilizat în Statele Unite și Brazilia, pentru tratarea necrozei. În prezent ea nu este recomandă[11].
- Antibioticele sunt folosite doar în cazurile când se manifestă vreo infecție[11].
- Studiile au arătat că intervenția chirurgicală este ineficientă și poate agrava rezultatul[12].
- Nitroglicerina poate fi eficace la dilatarea vaselor. Îngustarea vaselor sangvine, provocată de venin, contribuie la apariția necrozei și ,logic, nitroglicerina ca vasodilator ar trebui să prevină necroza . Cu toate acestea, savanții încă nu au găsit un consens cu privința nitroglicerinei[13].
- Utilizarea antidotului este cel mai frecvent indicat, în special în cazul veninului neurotoxic al genurilor Latrodectus, Atrax,, Phoneutria și a altor păianjeni[14][15].

Cei mai periculoși păianjeni aparțin genurilor:
| - Phoneutria - Atrax - Hadronyche - Latrodectus | - Steatoda - Loxosceles - Missulena - Chiracanthum |

## Utilizarea veninului de către oameni
Veninul păianjenilor ar putea fi o alternativă, mai puțin poluantă, pesticidelor. Veninul fiind mortal pentru insecte   este inofensiv (veninul unor specii) pentru majoritatea vertebratelor.

În prezent au început cercetările privind utilizarea veninului în medicină, la tratarea aritmiei cardiace, bolii Alzheimer, accidentelor vasculare cerebrale, distrofiei musculare și disfuncțiilor erecției.